# Greg Théveniau
Greg Théveniau est un bassiste français au groove massif et incisif. Il est né le 24 décembre 1973 à Digne-les-Bains (Alpes-de-Haute-Provence) mais a passé son enfance aux Antilles françaises et son adolescence en Nouvelle-Calédonie. Il joue et enregistre en France et à l’étranger.
Il a rejoint le label 12 prod et joue avec les groupes La vie est un poulpe et Snake Oil. Pour le label Aphrodite Records, il joue avec le groupe Morilla 5tet.

## Discographie
Il a enregistré une trentaine d’albums autour du jazz et musiques actuelles improvisées.
- Greg Théveniau La vie est pleine de surprises, MCEJ prod 1997
- Free Wheels, Musique à Flot prod 1997
- Yolanda oh No es, Arcade music company
- Hors série, P&C prod
- Mosaïco Aromas, Hobo prod 1998
- Mosaïco Nou ke sonje, Hobo prod 1999
- Free time, auto prod 2001
- Pasyma, Hobo prod 2002
- Morilla 5tet Turtle paradise, Morilla-Musicos prod 2003
- La vie est un poulpe, Musicadom, 12 prod 2004
- Snake Oil Doustrian Waltz, 12 prod 2005
- Drôle de famille, Robert martin 2006
- Long john Brown trio, Musicadom 2006
- Snake Oil Uppercut attitude, 12 prod-Wayside 2007
- Yemaia Quartier latin, Isaya prod 2008
- Morilla 5tet Façon puzzle .feat Emmanuel bex and james Mac gaw, Aphrodite record 2008
- Robert Alexandre Mes rêves, auto prod 2009
- Philippe Berecq group Eleven, 12 prod 2010
- Ricky James (participation), Isaya prod  2010
- GT3 Overplan (EP), autoprod 2011
- TnT trio Muskaat Nuss, 12 prod-Crescent 2012
- Morisson Caballitos, Arts en portée 2012
- David Suissa Chantes et tais-toi, Ogroove-Gourmet 2012
- Drixiland Tribute to jimi hendrix, Artscenio 2012
- Big Mik Groove Factory, autoprod 2013
- Lovely Fly trio Masque, Crescent 2013

Il s’est produit dans différents festivals – Jazz à Juan, Jazz dans le parc, Magic Canterbury, le Festival du Crescent, À Vaulx Jazz, Un Doua de Jazz, le Festival des insolents, le Festival de Malguénac, Jazz à Vienne, Ain tension jazz, Jazz à Vannes et le Festival de Courpierre,le festival de Groix,Crescent jazz Festival de Mâcon,le festival Jazz Dans le Parc 01, – ainsi qu’à l’opéra de Lyon, à L’Odyssée, au Sunset, au Triton, à La Tannerie, à La Cave à musique, au salon de Musiques (IMFP-salon de Provence), au Jam (Montpelier), au Transboarder et dans de nombreuses salles de musiques actuelles (la Tannerie de Bourg-en-Bresse, Les Jardins modernes de Rennes, etc.).